# Рыжебрюхая кабарга
Рыжебрюхая кабарга, или китайская кабарга, или гималайская кабарга (лат. Moschus chrysogaster) — небольшое парнокопытное оленевидное животное, представитель семейства кабарговых (Moschidae). Правильнее называть гималайской кабаргой отдельный вид Moschus leucogaster.
Латинское название рода происходит от др.-греч. μόσχος — мускус.

## Внешний вид
Внешний вид всех видов кабарги очень схож. Рыжебрюхая кабарга внешне мало отличима от обитающей в России сибирской кабарги. В среднем она немного крупнее. Длина тела 86—100 см, высота в холке 51—53 см, длина хвоста 4—6 см; масса: 11—18 кг. Шерсть густая, ломкая, песчано-коричневого цвета с небольшой проседью, кончики ушей рыжеватые, на затылке и шее несколько грязно-жёлтых пятен горизонтально вытянутой формы.

## Распространение
Распространена в центральном и юго-западном Китае (до Гималаев), южном Тибете, восточном Непале, Бутане, северо-восточной Индии. Место обитания — это альпийские леса и кустарниковые заросли в горных районах на высоте 2200—4300 метров над уровнем моря.

## Социальная структура и размножение
Продолжительность их жизни в природе редко превышает 7 лет, в неволе живут 16—20 лет.
Половой зрелости достигают в возрасте 16—24 месяцев. Спаривание происходит в ноябре—декабре. Длительность беременности 185—195 дней, и в мае—июне рождается 1—2 детёныша.

## Классификация
В связи с не до конца устоявшейся классификацией рода Moschus, рыжебрюхую кабаргу одни учёные относят к подвиду обыкновенной сибирской кабарги, другие, напротив, выделяют в виде M. chrysogaster два подвида:
- M. c. chrysogaster — обитающая в южном Тибете;
- M. c. sifanicus — населяет китайские провинции Цинхай, Ганьсу, Нинся, запад Сычуаня и северо-запад Юньнаня.

Китайские зоологи оба подвида считают отдельными видами.